# Ignacio Ugartetxe González de Langarica
Ignacio Ugartetxe González de Langarica és un empresari basc, que va ser president de l'Athletic Club de Bilbao des de la seva elecció per part de la Junta Directiva de l'Athletic Club el 24 de juny de 2003 fins a la seva dimissió un any i un dia després, quan va convocar eleccions anticipades el 25 de juny de 2004. Aquestes eleccions, celebrades el 9 de setembre les guanyaria Fernando Lamikiz, qui passaria a ser el seu successor com a president del club.
Durant el seu mandat va decidir donar-li l'alternativa a Ernesto Valverde com a entrenador a primera divisió i l'equip es va classificar per a disputar la Copa de la UEFA 2004-05.
Així mateix, com a fites més importants del seu període al capdavant del club, cal esmentar la renovació dels considerats jugadors franquícia de la plantilla i, paral·lelament, amb la finalitat d'intentar equilibrar un pressupost deficitari, la sol·licitud a la totalitat de la plantilla de la reducció de la seva massa salarial en un 15 %. Després d'un laboriós procés de reunions amb la plantilla i, paral·lelament, d'entrevistes personals, la pràctica totalitat dels professionals interpel·lats va acceptar rebaixar els seus emoluents. En canvi, no va aconseguir amb ells un acord entorn de la quantia de les primes a percebre.
En finalitzar aquest període, la Junta Directiva de l'entitat va estar a punt de veure executats els avals, circumstància que no es va donar ja que la Comissió Delegada de la Lliga de Futbol Professional, a instàncies del president entrant, Fernando Lamikiz, va decidir, per unanimitat, no fer-ho.
En la seva faceta estrictament empresarial, com a conseller delegat d''Urazca Construcciones, Ugartetxe es va veure implicat en la trama de corrupció coneguda com el cas Bárcenas. En aquest sentit va negar, en 2014, la seva implicació i la de la seva anterior empresa en la citada trama.